# Windom (Texas)
Windom es un pueblo ubicado en el condado de Fannin en el estado estadounidense de Texas. En el Censo de 2010 tenía una población de 199 habitantes y una densidad poblacional de 139,7 personas por km².

## Geografía
Windom se encuentra ubicado en las coordenadas 33°33′53″N 95°59′55″O / 33.56472, -95.99861. Según la Oficina del Censo de los Estados Unidos, Windom tiene una superficie total de 1.42 km², de la cual 1.42 km² corresponden a tierra firme y (0%) 0 km² es agua.

## Demografía
Según el censo de 2010, había 199 personas residiendo en Windom. La densidad de población era de 139,7 hab./km². De los 199 habitantes, Windom estaba compuesto por el 92.96% blancos, el 4.02% eran afroamericanos, el 1.51% eran amerindios, el 0% eran asiáticos, el 0% eran isleños del Pacífico, el 0.5% eran de otras razas y el 1.01% pertenecían a dos o más razas. Del total de la población el 4.52% eran hispanos o latinos de cualquier raza.